# Окампо, Брайан
Бра́йан Але́ксис Ока́мпо Ферре́йра (исп. Brian Alexis Ocampo Ferreira; род. 25 июня 1999, Флорида) — уругвайский футболист, полузащитник клуба «Кадис».

## Биография
Окампо — воспитанник столичного клуба «Насьональ». 23 июля 2018 года в матче против «Торке» он дебютировал в уругвайской Примере. 2 марта 2019 года в поединке против столичного «Расинга» Брайан забил свой первый гол за «Насьональ». В том же году он помог команде выиграть чемпионат и завоевать Суперкубок Уругвая.
1 июня 2021 года Брайан Окампо получил вызов в основную сборную Уругвая на матчи отборочного турнира к чемпионату мира 2022 против Парагвая и Венесуэлы вместо Джорджиана Де Арраскаэты, чей тест на коронавирус показал положительный результат. Окампо так и не появился на поле в этих матчах, но попал в заявку сборной на Кубок Америки в Бразилии.

## Титулы и достижения
- Чемпион Уругвая (2): 2019, 2020
- Вице-чемпион Уругвая (2): 2018, 2021
- Обладатель Суперкубка Уругвая (2): 2019, 2021
- Обладатель молодёжного Кубка Либертадорес: 2018